# Zénith de Lille
Das Zénith de Lille ist eine Mehrzweckhalle im Stadtviertel Euralille der französischen Großstadt Lille, Département Nord. Das Gebäude befindet sich im Besitz der Stadt Lille.

## Geschichte
Entworfen wurde das Gebäude im Jahr 1993 von dem niederländischen Architekten Rem Koolhaas. Die Grundsteinlegung und der Baubeginn wurden Anfang des Jahres 1994 zelebriert. Das Zénith ist Teil des Kulturkomplexes Lille Grand Palais, zu dem ein Kongresszentrum und Messehallen gehören.
Die offizielle Eröffnung fand am 26. November 1994 statt. Es trat die US-amerikanische Rockband ZZ Top in der Arena auf.
Die Halle fasst rund 7.000 Zuschauer bei minimaler Bestuhlung und ist überwiegend Veranstaltungsort für Konzerte national und international bekannter Künstler und Bands wie Indochine, Deep Purple, Bob Dylan, Renaud, Scorpions, Eric Clapton, -M-, Jamiroquai, Maître Gims, Mark Knopfler, Selah Sue, Raphaël, Placebo, Lorie, David Bowie, M. Pokora, Toto, Francis Cabrel, Shaka Ponk, Jean-Louis Aubert, Chuck Berry, Bernard Lavilliers, Simple Minds, Trust, Oasis, Michel Polnareff, Céline Dion, Michel Sardou, Joe Bonamassa und Iron Maiden.